# 罗马书写体

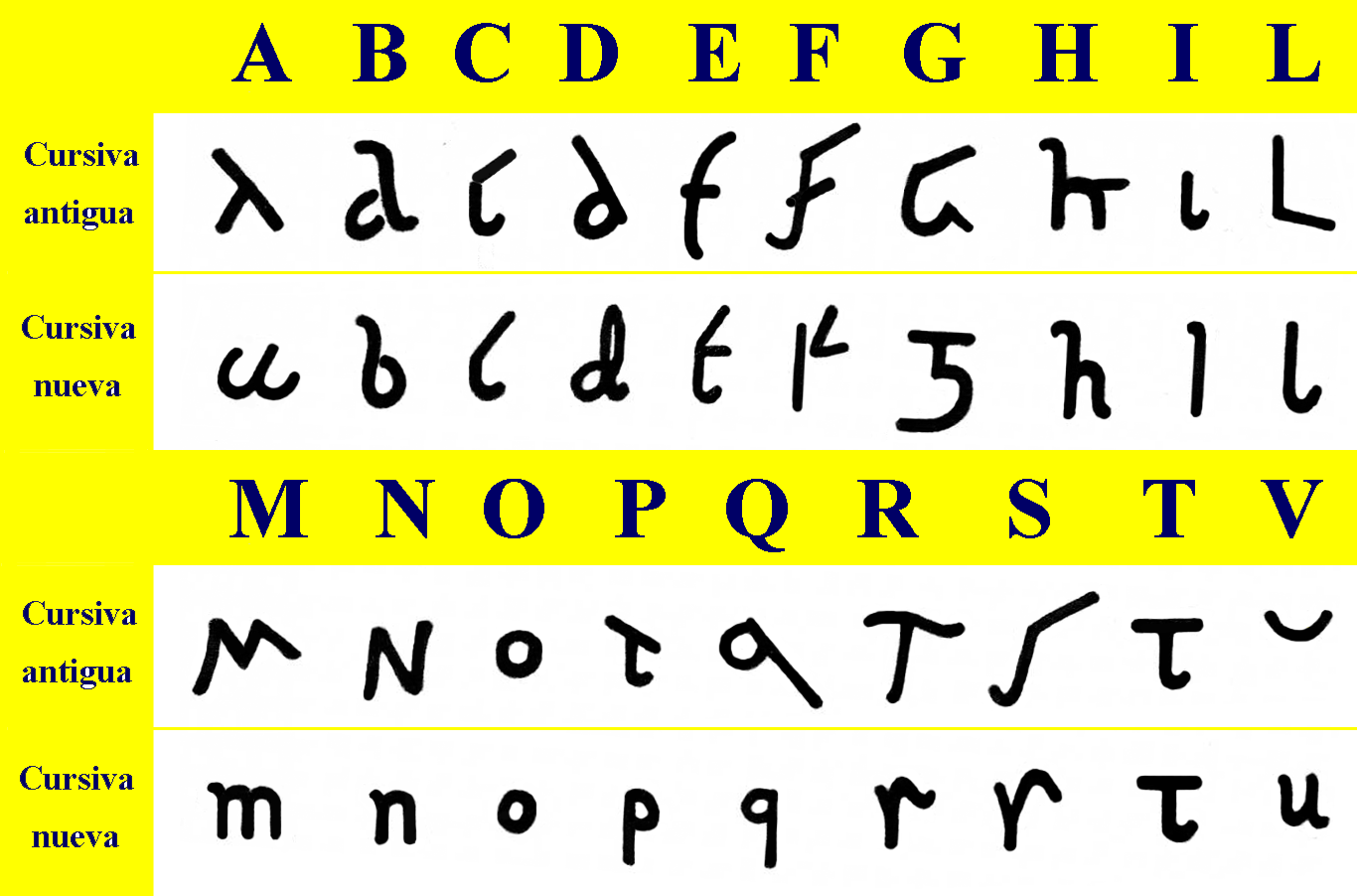
罗马书写体，上半是旧式，下半是新式。

罗马书写体是一种书法流派，在古罗马流通，也影响了中世纪的书法。分成旧式罗马书写体跟新式罗马书写体。

## 旧式罗马书写体
旧式罗马书写体，又叫书信体，属日常书写流派，通常在书信中使用。一般是商人用来书写商务，学拉丁文的学生也用来写拉丁文, 还用来书写皇室文件。当时已经有一种写起来更快的书体在罗马流通, 但旧式罗马书写体一般用在要快速书写的草稿里。这类字体的创造时间一般认为早于 1 世纪，而 1 世纪到 2 世纪是旧式罗马书写体传播的高峰期。

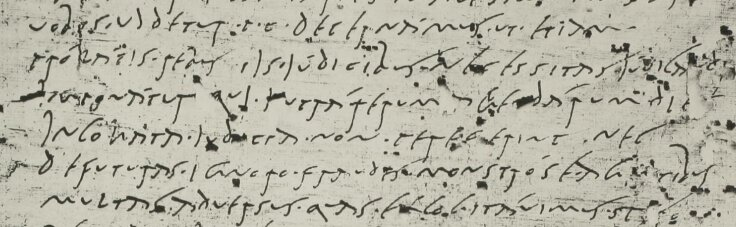
一段旧式罗马书写体写成的文献

当时古罗马使用拉丁文的普通民众难以阅读旧式罗马书写体，因为这种字体用了很多连字, 让不少字母不易辨认——“A”看起来像安色尔体里的 A，但左边的笔划还是直的，B 跟 D、P 跟 T 都很相似，V 写到了基线以上。

## 新式罗马书写体
新式罗马书写体是旧罗马书写体改进而成，在 3 世纪到 7 世纪流行。比旧式罗马书写体方便辨认：A、B、D、E 都用了更好理解的字形, 让这几个字母跟其他字母相称。有学者认为安色尔体很有可能是新式罗马书写体改成的，因为两种字体的 A、G、R、S 相似。

## 引用来源
- Jan-Olaf Tjäder, Die nichtliterarischen lateinischen Papyri Italiens aus der Zeit 445–700 (Lund, 1955).
- Staff, Vindolanda Tablets on line （页面存档备份，存于）, Centre for the Study of Ancient Documents and the Academic Computing Development Team （页面存档备份，存于） at Oxford University.

## 引申阅读
- Staff, Latin cursive （页面存档备份，存于） presented by the University of Michigan Papyrus Collection （页面存档备份，存于）
- Staff, Vindolanda: Roman documents discovered （页面存档备份，存于）, Current Archaeology, a World Wide Web article, based on a fuller accounts in Current Archaeology Nos. 116, 128. 132 and 153.

1. ↑  Oxford, Scripts at Vindolanda （页面存档备份，存于） page 2 （页面存档备份，存于） page 3 （页面存档备份，存于）
2. ↑  Oxford, Scripts at Vindolanda: Historical context （页面存档备份，存于）.